# Sonia O'Sullivanová
Sonia O'Sullivanová (* 28. listopadu 1969, Cobh) je bývalá irská atletka, jejíž specializací byl běh na středních a dlouhých tratích. Je mistryní světa a mistryní Evropy v běhu na 5000 metrů a mistryní Evropy v bězích na 3000 a 10 000 metrů. V roce 1995 se stala vítězkou ankety Atlet Evropy.
Je držitelkou světového rekordu na méně často vypisované trati, běhu na 2000 metrů. 8. července 1994 zaběhla ve skotském Edinburghu tuto trať v čase 5:25,36.

## Letní olympijské hry
| Olympijské hry | Místo konání         | Umístění   | Výkon    | Disciplína |
| -------------- | -------------------- | ---------- | -------- | ---------- |
| LOH 1992       | Barcelona, Španělsko | semifinále | 4:06,24  | 1500 m     |
| LOH 1992       | Barcelona, Španělsko | 4.         | 8:47,41  | 3000 m     |
| LOH 1996       | Atlanta, USA         | rozběh     | 4:19,77  | 1500 m     |
| LOH 1996       | Atlanta, USA         | finále     | DNF      | 5000 m     |
| LOH 2000       | Sydney, Austrálie    | 2.         | 14:41,02 | 5000 m     |
| LOH 2000       | Sydney, Austrálie    | 6.         | 30:53,37 | 10 000 m   |
| LOH 2004       | Athény, Řecko        | 14.        | 16:20,90 | 5000 m     |

## Osobní život
10. července 1999 se ji narodila dcera Ciara. Druhou dceru porodila v australském Melbourne 23. prosince 2001.

## Osobní rekordy
Dráha
- Běh na 2000 metrů – 5:25,36 (1994)  (Současný světový rekord) a ER